# Ronabea emetica
Ronabea emetica ist eine Pflanzenart in der Familie der Rötegewächse aus Bolivien und dem nordwestlichen Süd- bis Zentralamerika.

## Beschreibung
Ronabea emetica wächst als immergrüner kleiner Zwergstrauch bis etwa 60 Zentimeter hoch. Die Stängel, Zweige sind kurzborstig.
Die einfachen und kurz gestielten Laubblätter sind ganzrandig. Sie sind spitz oder bespitzt bis zugespitzt, seltener abgerundet und verkehrt-eiförmig, -eilanzettlich bis elliptisch, seltener eiförmig, oberseits kahl und unterseits auf den Adern borstig. Die Blätter sind 8–17 Zentimeter lang. Die bis 1 Zentimeter langen Blattstiele sind kurzborstig. Die kleinen Nebenblätter sind recht haltbar.
Ronabea emetica ist heterostyl und distyl. Die zwittrigen Blüten erscheinen achselständig in kurzgestielten, kleinen doldigen, büscheligen Gruppen. Die fast sitzenden bis kurz gestielten, kleinen, weißen Blüten sind fünfzählig mit doppelter Blütenhülle. Der becherförmige Kelch mit schmalen, kurzen Zipfeln ist borstig. Die leicht fleischige, im unteren Teil verwachsene Krone, mit länglichen oben ausgebogenen Zipfeln, ist oben, innen kurzborstig. Die kurzen Staubblätter sitzen am Schlund. Der Fruchtknoten ist oberständig und die Narbe ist zweilappig.
Es werden kleine, kobaltblaue bis lavendelfarbene und zweisamige, bis etwa 1 Zentimeter große, ellipsoide bis rundliche, glatte Beeren mit Kelchhöhlung und -resten an der Spitze gebildet. Die Samen sind spindelförmig und 4–5 Millimeter lang.

## Taxonomie
Die Erstbeschreibung des Basionyms Psychotria emetica erfolgte 1782 durch Carl von Linné (Sohn) in  Suppl. Pl.: 144. Die Umteilung in die Gattung Ronabea zu Ronabea emetica erfolgte 1829 (1830) durch Achille Richard in Mém. Rubiac.: 90. Weitere Synonyme sind Cephaelis emetica (L.f.) Pers., Evea emetica (L.f.) Stellfeld, Uragoga emetica (L.f.) Baill.

## Verwendung
Die Wurzeln werden wie die Brechwurzeln verwendet.